# (464007) 2014 WL80
(464007) 2014 WL80 es un asteroide perteneciente al cinturón de asteroides, descubierto el 16 de noviembre de 2009 por el equipo Spacewatch desde el Observatorio Nacional de Kitt Peak (Arizona, Estados Unidos).